# Glenn Coldenhoff
Glenn Coldenhoff (Oss, Países Bajos, 13 de febrero de 1991), es un piloto de motocross Neerlandés. Su mayor éxito ha sido ganar con el equipo de Países Bajos la edición 2019 del Motocross de las Naciones celebrada en Assen.